# Livij Stěpanovič Ščipačov
Livij Stěpanovič Ščipačov (rusky Ливий Степанович Щипачёв, 4. srpna 1926, Moskva – 21. ledna 2001, tamtéž) byl ruský sovětský malíř, výtvarník a herec.

## Život
Narodil se jako syn známého básníka Stěpana Petroviče Ščipačova. V letech 1947–1950 navštěvoval uměleckou školu pro zvláště nadané děti a pak absolvoval Moskevský státní akademický umělecký institut V. I. Surikova, kde studoval malířství pod vedením Vasilije Prokofjeviče Jefanova. Maloval portréty a tematická plátna, později u něho převládala biblická témata. Od roku 1956 byl členem Svazu umělců SSSR.
Roku 1940 vytvořil hlavní roli ve filmu Timur a jeho parta podle románu Arkadije Gajdara, který měl velký úspěch a podnítil mohutné timurovské hnutí po celém Sovětském svazu. Roku 1942 hrál ještě ve druhém pokračování filmu o Timurovi (Timurova přísaha), ale pak se již věnoval pouze výtvarné práci.
Za svého života se zúčastnil mnoha vzpomínkových akcí na spisovatele Arkadije Gajdara a timurovského hnutí, jehož byl v mládí čelným propagátorem. Měl i mnoho jiných zájmů, jako například antickou numismatiku, archeologii a literaturu (psal vlastní povídky).
Jeho práce jsou v mnoha galeriích po celém Rusku, včetně té nejslavnější Treťjakovské v Moskvě. Jeho tvorbu byste ale nalezli i ve sbírkách zahraničních.
Pracoval až do posledního roku svého života. Pochován je v Moskvě na Chovanském hřbitově.